# 9mm Parabellum Bullet
9mm Parabellum Bullet （キューミリ・パラベラム・バレット kyuumiri paraberamu baretto） é uma banda de rock japonesa.
Tem por destaque suas apresentações ao vivo, sempre enérgicas, além do som com diversas influências, vindo desde o hardcore, o punk e o metal até o pop. Destaca-se ainda a habilidade de cada integrante com seu instrumento, o que torna suas músicas comumente bem arranjadas e complexas.

## História
9mm Parabellum Bullet foi formado em Março de 2004, tendo seu nome dado pelo baterista da banda, Chihiro Kamijou, que estudou numa escola militar.
Nesse mesmo ano, em Outubro, lançam o EP Talking Machine, uma demotape contendo 4 músicas. No ano seguinte é lançado Gjallarhorn, primeiro mini-álbum com sete músicas, em Dezembro. Em 2006, começam a fazer mais shows, tocando em casas famosas no cenário indie japonês, como o SHIBUYA-AX e o LOFT. Em Setembro do mesmo ano sai Phantomime, segundo mini-álbum com cinco músicas, além de um DVD com os clipes de Teenage(disaster) e Talking Machine. Em 2007, ganham o primeiro show principal no Shibuya O-nest. Lançam então o terceiro mini-álbum, The World e.p., tendo nele regravações de várias músicas antigas. Este álbum seria relançado mais tarde pela gravadora EMI.
Vem então o contrato com uma gravadora major, a Capitol Music, sub-selo da EMI Music Japan (mesma de Base Ball Bear), com o lançamento do single Discommunication e.p., em 10 de Outubro. Tiveram diversas participações nos festivais de verão, muito comuns no Japão, participando inclusive da turnê da banda Ellegarden. No fim desse mesmo ano lançam o primeiro full-álbum, Termination.
Sai então seu segundo single, o duplo A-side Supernova/Wanderland, em Maio de 2008. O crescente sucesso os leva a participar do já famoso Nano-Mugen Festival, evento organizado pela banda ASIAN KUNG-FU GENERATION, participando do Nano-Mugen Compilation (álbum que contém uma música de cada artista participante do festival) com a faixa Punishment. Participam também de diversos outros festivais, ganhando cada vez mais fãs. Em Outubro de 2008, sai VAMPIRE, segundo full-álbum.
Em 2009, lançam os EPs Black Market Blues e.p. e Cold Edge e.p., tendo o segundo uma faixa ao vivo do chamado "999", show realizado em 9 de setembro desse ano (9 de setembro de 2009), no Budoukan. É o ano em que sai o primeiro DVD da banda, o Act I. No início de 2010, lançam o single Inochi no Zenmai, cuja faixa-título foi trilha do filme Higanjima, a B-side Elevator ni notte foi trilha do game NO MORE HEROES, e a terceira faixa foi uma cover de Linda Yamamoto, Dounimo Tomaranai. Em 21 de Abril, sai Revolutionary, terceiro álbum da banda.

## Integrantes
- Takurou Sugawara (菅原 卓郎 Sugawara Takurou) -vocal e guitarra
- Yoshimitsu Taki (滝 善充 Taki Yoshimitsu) -guitarra e vocal de apoio
- Kazuhiko Nakamura (中村 和彦 Nakamura Kazuhiko) -baixo e scream
- Chihiro Kamijou (かみじょう ちひろ Kamijou Chihiro) -bateria

## Discografia

### Álbuns
- Termination - 14 de novembro de 2007
- VAMPIRE - 15 de outubro de 2008
- REVOLUTIONARY - 21 de abril de 2010

### Mini-álbuns
- Gjallarhorn - 8 de dezembro de 2005
- Phantomime - 9 de setembro de 2006

### Singles
- Supernova/Wanderland - 21 de maio de 2008
- Inochi no Zenmai - 6 de Janeiro de 2010

### EPs
- Discommunication e.p. - 10 de outubro de 2007
- Black Market Blues e.p. - 3 de junho de 2009
- Cold Edge e.p. - 30 de setembro de 2009
- Talking Machine E.P.

### DVD
- act I - 1 de abril de 2009